# Franz Reisinger (Mediziner)

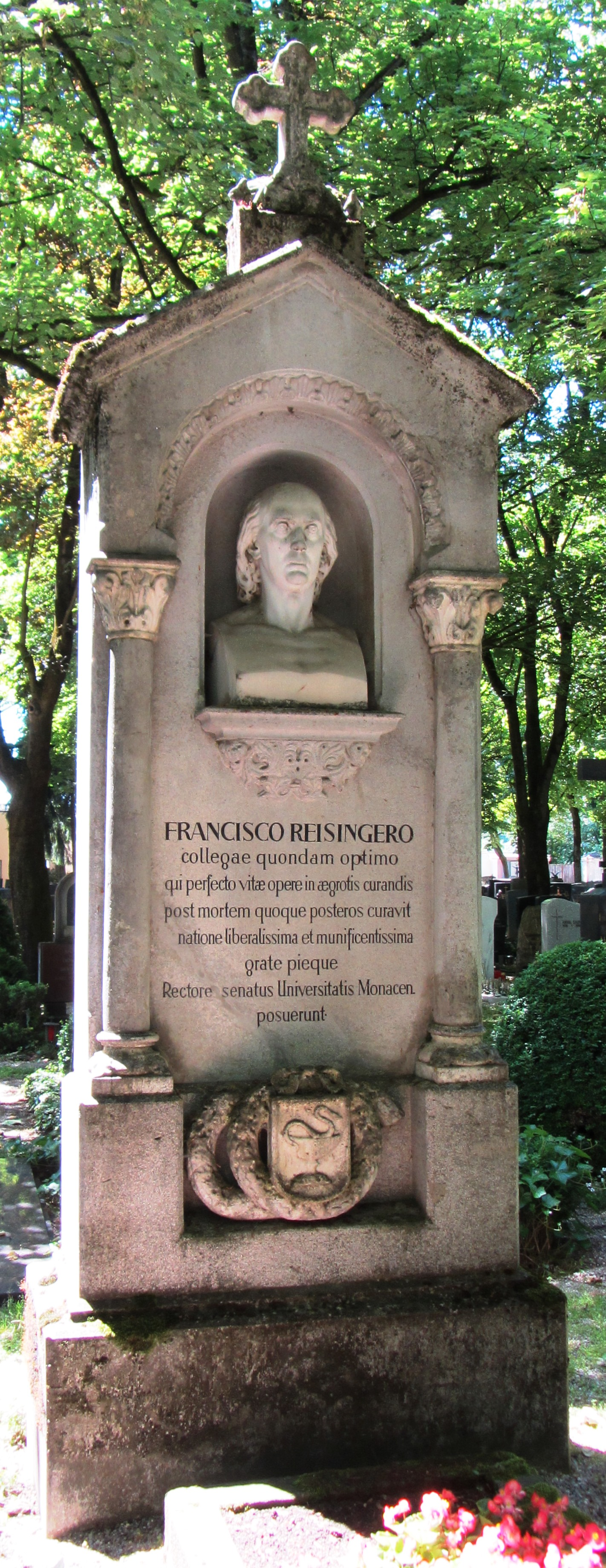
Grabmal für Franz Reisinger (1787–1855) auf dem Katholischen Friedhof an der Hermanstraße in Augsburg (Hermanfriedhof)

Franz Reisinger (* 3. April 1787 in Koblenz; † 20. April 1855 in Augsburg) war ein deutscher Chirurg und Hochschullehrer.

## Leben
Franz Reisinger wurde als Sohn von Felix Reisinger, dem Leibarzt des letzten geistlichen Kurfürsten von Trier Clemens Wenzeslaus, in Koblenz geboren. Er besuchte in Augsburg das Gymnasium, begann 1808 ein Medizinstudium an der Universität Landshut und wechselte später an die Julius-Maximilians-Universität Würzburg und die Georg-August-Universität Göttingen. 1814 wurde er in Göttingen mit einer Dissertation zum Thema De exercitationibus chirotechnicis et de constructione et usu phantasmatis in opthalmologia promoviert. Im selben Jahr veröffentlichte er in Göttingen die Abhandlung Beiträge zur Chirurgie und Augenheilkunst. Zur weiteren Ausbildung ging Reisinger 1815 nach Wien, 1816 nach Paris und 1817 nach London. Dort vervollständigte er seine Kenntnisse bei Georg Joseph Beer, Guillaume Dupuytren, Astley Paston Cooper und Sir William Lawrence (1783–1867). Ende 1817 kehrte er nach Augsburg zurück und praktizierte dort.
Am 3. Mai 1819 erreichte ihn ein Ruf als außerordentlicher Professor an die Universität Landshut. Reisingers Vorlesungen beschäftigten sich u. a. mit Pathologie, Chirurgie, Therapie, und Augenheilkunde. Des Weiteren gründete er eine Poliklinik. 1820 schrieb Reisinger eine Monografie über die künstliche Frühgeburt und gab 1824 die Bayrischen Annalen für Abhandlungen, Erfindungen und Beobachtungen aus dem Gebiete der Chirurgie, Augenheilkunde und Geburtshülfe heraus. Am 7. März 1822 wurde er zum ordentlichen Professor ernannt. Streitigkeiten mit älteren Mitgliedern der Fakultät führten jedoch am 13. März 1824 zu seiner Versetzung als Professor für Entbindungskunde an die Friedrich-Alexander-Universität Erlangen. Einem Ruf vom 11. November 1825 auf den Lehrstuhl für Chirurgie der Erlanger Universität konnte er wegen seiner angegriffenen Gesundheit nicht folgen. Am 28. August 1826 wurde seiner Bitte um Emeritierung entsprochen, und er zog sich nach Augsburg zurück. Dort erholte sich Reisinger und arbeitete als Oberwundarzt in der chirurgischen Abteilung des Allgemeinen Krankenhauses, dessen Direktor er 1831 wurde.
Reisinger starb im April 1855 an Cholera. Wegen Zerwürfnissen mit dem Augsburger Stadtrat hatte er kurz vor seinem Tod die Ludwig-Maximilians-Universität München als Haupterbin seines Vermögens von 300.000 Gulden eingesetzt. Mit diesem Erbe sollte eine Bildungsanstalt für junge Ärzte gegründet werden, denn Reisinger war der Ansicht, die Absolventen der Münchner Universität würden besonders unzureichend auf ihre Aufgabe als praktische Ärzte vorbereitet.

### Reisingerianum
Mit Hilfe des Erbes Reisingers konnte die 1843 gegründete Allgemeine Poliklinik der Ludwig-Maximilians Universität am 28. November 1863 in die ehemalige Villa Sonnenstraße 17 umziehen. Das bald so genannte Reisingerianum war nicht nur eine praktische Bildungsanstalt für Ärzte, sondern vereinigte auch alle Polikliniken der Universität.

## Auszeichnung
Am 11. Dezember 1852 verlieh die Stadt Augsburg Franz Reisinger ihre Ehrenbürgerwürde.

## Namensgeber für Straßen
Nach Franz Reisinger wurde 1906 in München im Stadtteil Isarvorstadt die Reisingerstraße (48° 7′ 51,6″ N, 11° 33′ 52,6″ O) benannt. Weitere Straßen, die auf Franz Reisinger als Namensgeber zurückgehen gibt es in Augsburg (48° 21′ 18,3″ N, 10° 52′ 49,4″ O) und Ismaning (48° 12′ 58,8″ N, 11° 40′ 3,9″ O).